# Filipe de Melo Vasconcelos
Filipe de Melo Vasconcelos (? — ?) foi um político brasileiro.
Foi presidente da província de Alagoas, de 25 de abril a 27 de maio de 1875.